# Línea 563 (Interurbanos Madrid)
La línea 563 de la red de autobuses interurbanos de Madrid une el intercambiador de Aluche (Madrid) con Pozuelo de Alarcón por la Urbanización Las Minas.

## Características
Esta línea une el intercambiador de Aluche (Madrid) con Pozuelo de Alarcón, atravesando la Urbanización Las Minas, en un trayecto de 45 minutos de duración. También efectúa parada frente al Campus de Somosaguas y las estaciones de cercanías de Pozuelo y El Barrial, teniendo frente a esta última su cabecera.
La línea no mantiene los mismos horarios todo el año, durante el mes de agosto se reducen el número de expediciones los días laborables entre semana (sábados laborables, domingos y festivos tienen los mismos horarios todo el año), además de los días excepcionales vísperas de festivo y festivos de Navidad en los que los horarios también cambian y se reducen.
Tiene la particularidad de que su cabecera en la periferia se encuentra en el término municipal de Madrid, junto a la estación de El Barrial y el Centro Comercial Pozuelo, volviendo a entrar momentáneamente en el término municipal de Madrid en varios puntos de la calle Rafael Botí.
Está operada por Avanza Movilidad Integral mediante la concesión administrativa VCM-601 - Madrid – Pozuelo de Alarcón –  Majadahonda – Alcorcón (Viajeros Comunidad de Madrid) del Consorcio Regional de Transportes de Madrid.

## Horarios

### 1 septiembre - 31 julio
| Lunes a viernes laborables | Lunes a viernes laborables | Sábados laborables | Sábados laborables | Domingos y festivos | Domingos y festivos |
| Madrid > Pozuelo           | Pozuelo > Madrid           | Madrid > Pozuelo   | Pozuelo > Madrid   | Madrid > Pozuelo    | Pozuelo > Madrid    |
| 06:45                      | 06:05                      | 07:45              | 07:00              | 08:30               | 07:45               |
| 06:50                      | 06:20                      | 08:30              | 07:45              | 09:15               | 08:30               |
| 07:05                      | 06:35                      | 09:15              | 08:30              | 10:00               | 09:15               |
| 07:20                      | 06:50                      | 10:00              | 09:15              | 10:45               | 10:00               |
| 07:35                      | 07:05                      | 10:45              | 10:00              | 11:30               | 10:45               |
| 07:50                      | 07:20                      | 11:30              | 10:45              | 12:15               | 11:30               |
| 08:10                      | 07:25                      | 12:15              | 11:30              | 13:00               | 12:15               |
| 08:20                      | 07:35                      | 13:00              | 12:15              | 13:45               | 13:00               |
| 08:25                      | 07:50                      | 13:45              | 13:00              | 14:30               | 13:45               |
| 08:39                      | 08:05                      | 14:30              | 13:45              | 15:15               | 14:30               |
| 08:53                      | 08:20                      | 15:15              | 14:30              | 16:00               | 15:15               |
| 09:09                      | 08:38                      | 16:00              | 15:15              | 16:45               | 16:00               |
| 09:28                      | 08:58                      | 16:45              | 16:00              | 17:30               | 16:45               |
| 09:48                      | 09:18                      | 17:30              | 16:45              | 18:15               | 17:30               |
| 10:08                      | 09:38                      | 18:15              | 17:30              | 19:00               | 18:15               |
| 10:28                      | 09:58                      | 19:00              | 18:15              | 19:45               | 19:00               |
| 10:48                      | 10:18                      | 19:45              | 19:00              | 20:30               | 19:45               |
| 11:08                      | 10:38                      | 20:30              | 19:45              | 21:15               | 20:30               |
| 11:28                      | 10:58                      | 21:15              | 20:30              | 22:00               | 21:15               |
| 11:48                      | 11:18                      | 22:00              | 21:15              | 22:45               | 22:00               |
| 12:08                      | 11:38                      | 22:45              | 22:00              |                     |                     |
| 12:28                      | 11:58                      | 23:30              | 22:45              |                     |                     |
| 12:48                      | 12:18                      |                    |                    |                     |                     |
| 13:08                      | 12:38                      |                    |                    |                     |                     |
| 13:28                      | 12:58                      |                    |                    |                     |                     |
| 13:48                      | 13:18                      |                    |                    |                     |                     |
| 14:08                      | 13:30                      |                    |                    |                     |                     |
| 14:20                      | 13:38                      |                    |                    |                     |                     |
| 14:28                      | 13:58                      |                    |                    |                     |                     |
| 14:48                      | 14:18                      |                    |                    |                     |                     |
| 15:08                      | 14:38                      |                    |                    |                     |                     |
| 15:28                      | 14:58                      |                    |                    |                     |                     |
| 15:48                      | 15:10                      |                    |                    |                     |                     |
| 16:00                      | 15:18                      |                    |                    |                     |                     |
| 16:08                      | 15:38                      |                    |                    |                     |                     |
| 16:28                      | 15:58                      |                    |                    |                     |                     |
| 16:48                      | 16:18                      |                    |                    |                     |                     |
| 17:08                      | 16:38                      |                    |                    |                     |                     |
| 17:28                      | 16:50                      |                    |                    |                     |                     |
| 17:48                      | 16:58                      |                    |                    |                     |                     |
| 18:08                      | 17:18                      |                    |                    |                     |                     |
| 18:33                      | 17:38                      |                    |                    |                     |                     |
| 18:53                      | 18:08                      |                    |                    |                     |                     |
| 19:28                      | 18:38                      |                    |                    |                     |                     |
| 19:58                      | 19:08                      |                    |                    |                     |                     |
| 20:33                      | 19:38                      |                    |                    |                     |                     |
| 21:08                      | 20:13                      |                    |                    |                     |                     |
| 21:47                      | 20:52                      |                    |                    |                     |                     |
| 22:21                      | 21:31                      |                    |                    |                     |                     |
| 22:55                      | 22:10                      |                    |                    |                     |                     |
| 23:35                      | 22:50                      |                    |                    |                     |                     |

### 1 - 31 agosto
| Lunes a viernes laborables | Lunes a viernes laborables | Sábados laborables | Sábados laborables | Domingos y festivos | Domingos y festivos |
| Madrid > Pozuelo           | Pozuelo > Madrid           | Madrid > Pozuelo   | Pozuelo > Madrid   | Madrid > Pozuelo    | Pozuelo > Madrid    |
| 06:50                      | 06:05                      | 07:45              | 07:00              | 08:30               | 07:45               |
| 07:15                      | 06:30                      | 08:30              | 07:45              | 09:15               | 08:30               |
| 07:45                      | 07:00                      | 09:15              | 08:30              | 10:00               | 09:15               |
| 08:15                      | 07:30                      | 10:00              | 09:15              | 10:45               | 10:00               |
| 08:45                      | 08:00                      | 10:45              | 10:00              | 11:30               | 10:45               |
| 09:15                      | 08:30                      | 11:30              | 10:45              | 12:15               | 11:30               |
| 09:45                      | 09:00                      | 12:15              | 11:30              | 13:00               | 12:15               |
| 10:15                      | 09:30                      | 13:00              | 12:15              | 13:45               | 13:00               |
| 10:45                      | 10:00                      | 13:45              | 13:00              | 14:30               | 13:45               |
| 11:15                      | 10:30                      | 14:30              | 13:45              | 15:15               | 14:30               |
| 11:45                      | 11:00                      | 15:15              | 14:30              | 16:00               | 15:15               |
| 12:15                      | 11:30                      | 16:00              | 15:15              | 16:45               | 16:00               |
| 12:45                      | 12:00                      | 16:45              | 16:00              | 17:30               | 16:45               |
| 13:15                      | 12:30                      | 17:30              | 16:45              | 18:15               | 17:30               |
| 13:45                      | 13:00                      | 18:15              | 17:30              | 19:00               | 18:15               |
| 14:15                      | 13:30                      | 19:00              | 18:15              | 19:45               | 19:00               |
| 14:45                      | 14:00                      | 19:45              | 19:00              | 20:30               | 19:45               |
| 15:15                      | 14:30                      | 20:30              | 19:45              | 21:15               | 20:30               |
| 15:45                      | 15:00                      | 21:15              | 20:30              | 22:00               | 21:15               |
| 16:15                      | 15:30                      | 22:00              | 21:15              | 22:45               | 22:00               |
| 16:45                      | 16:00                      | 22:45              | 22:00              |                     |                     |
| 17:15                      | 16:30                      | 23:30              | 22:45              |                     |                     |
| 17:45                      | 17:00                      |                    |                    |                     |                     |
| 18:15                      | 17:30                      |                    |                    |                     |                     |
| 18:45                      | 18:00                      |                    |                    |                     |                     |
| 19:15                      | 18:30                      |                    |                    |                     |                     |
| 19:45                      | 19:00                      |                    |                    |                     |                     |
| 20:15                      | 19:30                      |                    |                    |                     |                     |
| 20:45                      | 20:00                      |                    |                    |                     |                     |
| 21:15                      | 20:30                      |                    |                    |                     |                     |
| 21:45                      | 21:00                      |                    |                    |                     |                     |
| 22:15                      | 21:30                      |                    |                    |                     |                     |
| 22:45                      | 22:00                      |                    |                    |                     |                     |
| 23:15                      | 22:30                      |                    |                    |                     |                     |

## Recorrido y paradas

### Sentido Pozuelo
| Código | Parada                                   | Común con                                              | Conexiones con Metro y Cercanías | Municipio          | Zona |
| ------ | ---------------------------------------- | ------------------------------------------------------ | -------------------------------- | ------------------ | ---- |
| 08380  | Intercambiador de Aluche                 | 482 483 485 487 491 492 493 561 561A 561B 591          | Aluche                           | Madrid             |      |
| 08458  | Av. Poblados - Empalme                   | 560 561 561A 561B 562 564 571 572 574 591              | Empalme                          | Madrid             |      |
| 08409  | Ctra. Cchel. a Aravaca - Colonia Jardín  | 510A 532 560 561 561A 561B 562 564 571 572 573 574 591 | Colonia Jardín                   | Madrid             |      |
| 08654  | Ctra. M502 - Urb. Los Ángeles            | 560 561 561A 561B 562 564 571 572 573 574              |                                  | Pozuelo de Alarcón |      |
| 08658  | Ctra. M502 - Est. Prado De La Vega       | 560 561 561A 561B 562 564                              | Prado de la Vega                 | Pozuelo de Alarcón |      |
| 08662  | Ctra. M502 - Colonia Los Ángeles         | 560 561 561A 561B                                      | Colonia de los Ángeles           | Pozuelo de Alarcón |      |
| 08660  | Ctra. M502 - Prado Del Rey               | 560 561 561A 561B                                      | Prado del Rey                    | Pozuelo de Alarcón |      |
| 08664  | Ctra. M502 - Vista Alegre                | 561A                                                   |                                  | Pozuelo de Alarcón |      |
| 08697  | Ctra. M508 - Caballo                     | 561A 658A                                              |                                  | Pozuelo de Alarcón |      |
| 09498  | Doctor Raso - Residencia De Ancianos     | 561A 658A                                              |                                  | Pozuelo de Alarcón |      |
| 17964  | Doctor Raso - Cerezo De Húmera           | 561A 658A                                              |                                  | Pozuelo de Alarcón |      |
| 6446   | Húmera - Pueblo                          | A H 561A 658A                                          |                                  | Pozuelo de Alarcón |      |
| 08682  | Av. Húmera - Est. Campus De Somosaguas   | 561A 658A                                              | Campus de Somosaguas             | Pozuelo de Alarcón |      |
| 09375  | Ctra. Húmera - Atenas                    | 566 658A                                               |                                  | Pozuelo de Alarcón |      |
| 08684  | Ctra. Húmera - Av. Europa                |                                                        |                                  | Pozuelo de Alarcón |      |
| 17660  | Ctra. Húmera - Ramón y Cajal             |                                                        |                                  | Pozuelo de Alarcón |      |
| 08686  | Ctra. Húmera - Valdeolmos                | 658                                                    |                                  | Pozuelo de Alarcón |      |
| 06295  | Ctra. Húmera - Elena Aparicio            | 658                                                    |                                  | Pozuelo de Alarcón |      |
| 06296  | Pza. Estación - Est. Pozuelo             | 658 3                                                  | Pozuelo                          | Pozuelo de Alarcón |      |
| 06278  | Av. Juan XXIII - Severo Mª Agustín       | 560 656 815 3                                          |                                  | Pozuelo de Alarcón |      |
| 15361  | P.º Concepción - Pza. Constitución       | 650B                                                   |                                  | Pozuelo de Alarcón |      |
| 09369  | Cibeles - Trva. Cibeles                  |                                                        |                                  | Pozuelo de Alarcón |      |
| 09371  | Arquitectura - Residencia                |                                                        |                                  | Pozuelo de Alarcón |      |
| 09490  | Arquitectura Nº139                       |                                                        |                                  | Pozuelo de Alarcón |      |
| 13205  | Av. Isaac Albéniz - Teatro               |                                                        |                                  | Pozuelo de Alarcón |      |
| 17833  | Av. Isaac Albéniz - Sanchidrián          | 656A                                                   |                                  | Pozuelo de Alarcón |      |
| 17654  | Av. Isaac Albéniz - Gómez Tejedor        | 656A                                                   |                                  | Pozuelo de Alarcón |      |
| 15363  | Av. Isaac Albéniz - P.º Joaquín Rodrigo  | 656A                                                   |                                  | Pozuelo de Alarcón |      |
| 17687  | Guadarrama - Pedriza                     | 656A                                                   |                                  | Pozuelo de Alarcón |      |
| 17646  | Peñalara Nº7                             | 656A                                                   |                                  | Pozuelo de Alarcón |      |
| 17649  | Peñalara - Av. Navacerrada               | 656A                                                   |                                  | Pozuelo de Alarcón |      |
| 17644  | Rafael Botí - Avenida Navacerrada        | 163                                                    |                                  | Madrid             |      |
| 50022  | Rafael Botí - Archanda                   | 163                                                    | El Barrial                       | Madrid             |      |
| 10007  | C.º Cerro de los Gamos - Est. El Barrial |                                                        | El Barrial                       | Pozuelo de Alarcón |      |

### Sentido Madrid
| Código | Parada                                     | Común con                                     | Conexiones con Metro y Cercanías | Municipio          | Zona |
| ------ | ------------------------------------------ | --------------------------------------------- | -------------------------------- | ------------------ | ---- |
| 10007  | C.º Cerro de los Gamos - Est. El Barrial   |                                               | El Barrial                       | Pozuelo de Alarcón |      |
| 17643  | Rafael Botí - Avenida Navacerrada          | 163                                           |                                  | Madrid             |      |
| 17650  | Peñalara - Av. Navacerrada                 | 656A                                          |                                  | Pozuelo de Alarcón |      |
| 17647  | Peñalara de Aravaca Nº7                    | 656A                                          |                                  | Pozuelo de Alarcón |      |
| 17651  | Enrique Granados - Guadarrama              | 656A                                          |                                  | Pozuelo de Alarcón |      |
| 17652  | P.º Joaquín Rodrigo - Av. Isaac Albéniz    | 656A                                          |                                  | Pozuelo de Alarcón |      |
| 17653  | Av. Isaac Albéniz - Jacinto Guerrero       | 656A                                          |                                  | Pozuelo de Alarcón |      |
| 17834  | Av. Isaac Albéniz - Enrique Granados       | 656A                                          |                                  | Pozuelo de Alarcón |      |
| 13204  | Av. Isaac Albéniz - Tomás Bretón           |                                               |                                  | Pozuelo de Alarcón |      |
| 09372  | Arquitectura - Música                      |                                               |                                  | Pozuelo de Alarcón |      |
| 09491  | Arquitectura - Escultura                   |                                               |                                  | Pozuelo de Alarcón |      |
| 09492  | Arquitectura - Av. Bellas Artes            |                                               |                                  | Pozuelo de Alarcón |      |
| 17657  | Av. Bellas Artes - Emilio Coll             | 656A                                          |                                  | Pozuelo de Alarcón |      |
| 09373  | Av. Bellas Artes - Argentina               | 656A                                          |                                  | Pozuelo de Alarcón |      |
| 09489  | Av. Vaguada Cerro Gamos - Av. Bellas Artes |                                               |                                  | Pozuelo de Alarcón |      |
| 15362  | Pza. Constitución - Parque de Las Minas    | 650A                                          |                                  | Pozuelo de Alarcón |      |
| 08687  | Av. Juan XXIII - Severo Mª Agustín         | 560 815 2                                     |                                  | Pozuelo de Alarcón |      |
| 06284  | Antonio Díaz - Est. Pozuelo                | 658 2                                         | Pozuelo                          | Pozuelo de Alarcón |      |
| 06285  | Ctra. Húmera - Elena Aparicio              | 658                                           |                                  | Pozuelo de Alarcón |      |
| 08685  | Ctra. Húmera - Valdeolmos                  | 658                                           |                                  | Pozuelo de Alarcón |      |
| 15074  | Ctra. Húmera - Ramón y Cajal               |                                               |                                  | Pozuelo de Alarcón |      |
| 15073  | Ctra. Húmera - Av. Europa                  |                                               |                                  | Pozuelo de Alarcón |      |
| 09380  | Ctra. Húmera - Atenas                      | 658A                                          |                                  | Pozuelo de Alarcón |      |
| 08683  | Av. Húmera - Est. Campus De Somosaguas     | 561A 658A                                     | Campus de Somosaguas             | Pozuelo de Alarcón |      |
| 6447   | Húmera - Pueblo                            | A H 561A 658A                                 |                                  | Pozuelo de Alarcón |      |
| 17965  | Av. Húmera - Ctra. M508                    | 658A                                          |                                  | Pozuelo de Alarcón |      |
| 08696  | Ctra. M508 - Av. Roque Nublo               | 561A                                          |                                  | Pozuelo de Alarcón |      |
| 08665  | Av. Radio Y Televisión - Ctra. M502        | 560 561 561A 561B                             |                                  | Pozuelo de Alarcón |      |
| 08661  | Av. Radio Y Televisión - Prado Del Rey     | 560 561 561A 561B                             | Prado del Rey                    | Pozuelo de Alarcón |      |
| 08663  | Ctra. M502 - Colonia Los Ángeles           | 560 561 561A 561B                             | Colonia de los Ángeles           | Pozuelo de Alarcón |      |
| 08659  | Ctra. M502 - Est. Prado De La Vega         | 560 561 561A 561B 562 564                     | Prado de la Vega                 | Pozuelo de Alarcón |      |
| 08708  | Ctra. M502 - Urb. Los Ángeles              | 560 561 561A 561B 562 564                     |                                  | Pozuelo de Alarcón |      |
| 08653  | Ctra. M502 - Gta. Arroyo Meaques           | 560 561 561A 561B 562 564 571 572 573 574     |                                  | Pozuelo de Alarcón |      |
| 08410  | Ctra. Cchel. A Aravaca - Colonia Jardín    | 560 561 561A 561B 562 564 571 572 573 574 591 | Colonia Jardín                   | Madrid             |      |
| 3592   | Avenida de los Poblados-Empalme            | 36 H 561 561A 561B 562 564 571 572 574 591    | Empalme                          | Madrid             |      |
| 3209   | Avenida de los Poblados-Aluche             | 131 H 561 561A 561B 562 564                   | Aluche                           | Madrid             |      |
| 08380  | Intercambiador de Aluche                   | 482 483 485 487 491 492 493 561 561A 561B 591 | Aluche                           | Madrid             |      |